# Rusanda Panfili
Rusanda Panfili (Chisinau, 1 november 1988) is een Moldavisch violiste.
Op elfjarige leeftijd ging ze naar het conservatorium in Wenen. In 2015 behaalde ze de titel "Master of Arts" aan de Universität für Musik und darstellende Kunst Wien. Met Hans Zimmer trad ze in 2016 in meer dan 25 Europese landen op.
In 2022 speelde ze viool in samenwerking met metalband The Dark Side Of The Moon. Het was de eerste keer dat ze samenwerkte met een band die geen klassieke muziek maakt.